# 林家久蔵
林家 久蔵（はやしや きゅうぞう、1969年8月23日 - ）は、落語家。落語協会所属。東京都保谷市（現西東京市）下保谷出身。本名∶木村 朋幸。

## 経歴
1988年3月、早稲田大学高等学院卒業。1991年、吉本新喜劇の東京オーディションで、120人中ただ1人合格する。1992年3月に早稲田大学理工学部数学科（室谷義昭研究室）卒業後、8月に初代林家木久蔵に入門。木久蔵を師匠に選んだ理由は、当時東京の落語家では珍しく冠番組「木久蔵の人情一本釣り」を持っていたから、自分にもチャンスがくるかも…と期待して。ただ、出演する前に番組は終わってしまった。
1995年11月、二ツ目昇進。2004年、落語協会若手二ツ目ユニット大江戸台風族を結成し「JUGEM」というCDを出す。2005年2月、北とぴあ若手落語家競演会奨励賞を受賞。
2006年3月に柳家獅堂、柳家三三、六代目柳亭左龍、三代目柳家甚語楼と共に真打昇進。
2019年12月、西東京市PR親善大使に就任した。

## 活動
2005年から2006年にかけて、全国の地方局で放送「突〝激〟！ラーメン紀行」リポーター、「感動！らーめんスタジアム」ナレーター、「グルメ珍遊記」ナレーター、「絶品！珍品！グルメ大爆笑！」リポーターとナレーター、「こだわりの一貫」ナレーター、とプチ活躍中。

## 芸歴
- 1992年
  - 8月∶林家木久蔵に入門。
  - 11月∶前座となる、前座名「久蔵」。
- 1995年11月∶二ツ目昇進。
- 2006年3月∶真打昇進。

## 人物
- 弓道四段（早稲田大学高等学院時代から弓道部に所属、大学でも体育会の弓道部に所属していた）。そのため名前が「『久蔵』になった、もし剣道をやっていたら『けんぞう』、柔道だったら『じゅうぞう』だった」とマクラを振る。
- 林家木久扇門下3人目の真打で、師匠木久扇が木久蔵の名で真打になった最後の弟子でもある。
- 学生時代のあだ名は「ガッツ」。高校入学3日目に、後ろの席の栗崎君に両肩をつかまれ、「おまえ、ガッツって感じだよな」と言われ、それ以降栗崎君がそう呼ぶためクラス中に広まったらしい。
- 早稲田ウォーカーのインタビューでは、後輩が入門したいと相談してきたら経済的不安定他いくらでも厳しい理由をつけてやめろと言うと言明している。

## 著書
- 『林家木久扇一門本 〜天下御免のお弟子たち〜』 木久扇と弟子たち（著）（2022年1月、秀和システム） ISBN 978-4798066066